# Taissa Farmiga
Taissa Alexandra Farmiga Klein (Readington, Nueva Jersey; 17 de agosto de 1994) es una actriz estadounidense conocida por interpretar diversos papeles en la serie de televisión American Horror Story.

## Biografía

### Primeros años y familia
Farmiga nació y se crio en el área de Whitehouse Station, en el Municipio de Readington, New Jersey. Ella es la más joven de siete hijos nacidos de padres ucranianos americanos: Lubomyra Spas, profesora de escuela, y Michael Farmiga, un analista de sistemas. Sus hermanos mayores son Victor, Vera, Stephan, Nadia, Alexander y Laryssa; la última nació con espina bífida. Farmiga asistió a la escuela pública hasta el cuarto grado, después de lo cual comenzó a estudiar en casa. Farmiga ha declarado que entiende el idioma ucraniano, pero solo puede hablar en parte. Conoce bien el lenguaje de señas americano, habiendo recibido clases durante cuatro años.
Los abuelos maternos de Farmiga, Nadia (de soltera Pletenciw; 1925-2014) y Theodor Spas (1921-1990), se conocieron en un campamento de desplazados en Karlsfeld durante la Segunda Guerra Mundial. En ese entonces, Theodor trabajaba como mecánico para el ejército de los Estados Unidos. Sus abuelos emigraron a los Estados Unidos (a bordo del USS General M. B. Stewart) en 1950 cuando Lubomyra tenía 14 meses de edad. El padre de Farmiga nació en Ucrania y creció en Argentina. Exjugador de fútbol, Michael fue seleccionado para jugar en la selección argentina, y también jugó profesionalmente para el Newark Ukrainian Sitch.

### Carrera

#### 2011-15: Comienzos
Aunque Farmiga inicialmente planificó convertirse en contable, fue persuadida para aparecer en la película de drama dirigida por su hermana, Vera, Higher Ground, interpretando a la versión de 16 años del personaje principal, Corinne Walker. Poco después de su estreno en el Festival de Cine de Sundance de 2011, y después de excelentes críticas por su actuación, fue contratada por la agencia de talentos ICM Partners. Ese mismo año, Farmiga protagonizó la primera temporada de la serie de antología de FX American Horror Story, y la lanzó a la fama mundial. Interpretó a Violet Harmon en American Horror Story: Murder House, la problemática hija adolescente de Vivien (Connie Britton) y Ben Harmon (Dylan McDermott), un papel que consiguió en su primera audición de actuación profesional. Luego se unió al elenco de la película de crimen de Sofia Coppola The Bling Ring, basada en el grupo de la vida real del mismo nombre, interpretando a Sam Moore. La película se estrenó en el segmento Un Certain Regard en el Festival de Cine de Cannes, obteniendo reseñas generalmente positivas.
Farmiga luego interpretó a Audrey Martin, una adolescente tensa recorriendo un campus universitario, en la comedia romántica At Middleton, coprotagonizada por su hermana Vera y Andy García. La película se estrenó en el Seattle International Film Festival de 2013, recibiendo una respuesta mixta a positiva de los críticos. Luego regresó a American Horror Story para la tercera temporada de la serie, American Horror Story: Coven (2013–14), interpretando a Zoe Benson, una joven bruja afligida con un poder oscuro y peligroso; ella recibió aclamación por su actuación. Farmiga tuvo su primer papel protagónico como Anna Greene en el thriller psicológico de Jorge Dorado Mindscape, que se estrenó en el Sitges Film Festival 2013. Luego, interpretó a Sarah, el ligue del personaje principal, en el drama del crimen biográfico Jamesy Boy (2014).
Posteriormente, Farmiga protagonizó tres películas que se estrenaron en el South by Southwest 2015: la primera fue la comedia de terror de Todd Strauss-Schulson The Final Girls, en la que interpretó el papel principal de Max Cartwright. El segundo fue el drama romántico de Hannah Fidell 6 Years, en el que interpretó a Melanie Clark. La tercera y última película fue el cortometraje de drama Share, en el que interpretó a Krystal Williams, una adolescente que regresa a la escuela después de que un video explícito de su agresión sexual se viraliza. Sus actuaciones en todas estas películas fueron aclamadas, y Farmiga fue catalogada como una de las estrellas más destacadas del festival. Luego apareció como Karen McClaren, una joven reportera que se ve atrapada en la búsqueda de un asesino en serie, en la serie de drama policial de corta duración de ABC, Wicked City (2015). La serie se canceló después de tres episodios, y los episodios restantes sin emitir debutaron más tarde en Hulu.

#### 2016-actualidad: Debut en teatro y más papeles en cine
En 2016, Farmiga hizo su debut en el escenario como Shelly en el relanzamiento de la obra dramática de Off-Broadway de Sam Shepard Buried Child, también protagonizada por Ed Harris y Amy Madigan. Luego actuó junto a Ethan Hawke y John Travolta en la película wéstern de venganza dirigida por Ti West In a Valley of Violence, interpretando a una joven que se hace amiga del personaje de Hawke. La película se estrenó en el festival South by Southwest de 2016, y recibió críticas positivas. Farmiga hizo su debut como actriz de voz como la superhéroe Raven, de DC Comics, en Justice League vs. Teen Titans, dirigida por Sam Liu, que se estrenó en la convención WonderCon de 2016. Luego, regresó a American Horror Story para la sexta temporada de la serie, American Horror Story: Roanoke, interpretando a Sophie Green en el episodio "Chapter 9".
Farmiga luego interpretó a Sarah Bransford en el drama de comedia romántica de Warren Beatty Rules Don't Apply, que se estrenó en el AFI Fest y recibió críticas mixtas. El proyecto reunió a Farmiga con sus coprotagonistas de Buried Child, Harris y Madigan, quienes retratan a los padres de su personaje en la película. A continuación repitió su papel de voz como Raven en Teen Titans: The Judas Contract, nuevamente dirigida por Sam Liu, que se estrenó en la WonderCon de 2017. Luego, Farmiga interpretó a Emma Ertz en la película dramática de Elizabeth Chomko What They Had, y se volvió a juntar con la directora Hannah Fidell para la película de comedia The Long Dumb Road. Ambas cintas se estrenaron en el Festival de Cine de Sundance de 2018.
Posteriormente, apareció como el personaje principal en la película de terror La monja, de Corin Hardy, que se estrenó en septiembre de 2018. Farmiga además volvió a American Horror Story para la octava temporada de la serie, American Horror Story: Apocalypse. En la serie interpreta a sus personajes de Murder House y Coven, Violet Harmon y Zoe Benson. Farmiga retrata también a la protagonista, Merricat Blackwood, en la adaptación cinematográfica de Stacie Passon de la novela de misterio de Shirley Jackson We Have Always Lived in the Castle, que se estrenó en LA Film Festival de 2018. Asimismo, protagoniza junto a Clint Eastwood y Bradley Cooper la película dramática dirigida por Eastwood The Mule.

### Vida personal
Farmiga considera a su hermana mayor, la actriz nominada al Premio Óscar Vera Farmiga, como su mejor amiga. Desde el primer matrimonio de Vera, fue la cuñada del actor Sebastian Roché y desde su segundo matrimonio es la cuñada del músico y productor de cine Renn Hawkey. En 2020 contrajo matrimonio con el productor y director de cine Hadley Klein.
En el podcast oficial de HBO Gilded Age, publicado el 13 de julio de 2025, anunció que estaba divorciada. El divorcio aparentemente data de principios de julio de 2024.

## Filmografía

### Cine
| Año  | Título                             | Rol                       | Notas        |
| ---- | ---------------------------------- | ------------------------- | ------------ |
| 2011 | Higher Ground                      | Corinne Walker (joven)    |              |
| 2013 | At Middleton                       | Audrey Martín             |              |
| 2013 | Jamesy Boy                         | Sarah                     |              |
| 2013 | The Bling Ring                     | Sam Moore                 |              |
| 2013 | Mindscape                          | Anna Greene               |              |
| 2015 | The Final Girls                    | Max Cartwright            |              |
| 2015 | Share                              | Krystal Williams          | Cortometraje |
| 2015 | 6 Years                            | Melanie Clark             |              |
| 2016 | Justice League vs. Teen Titans     | Raven / Rachel Roth (voz) |              |
| 2016 | In a Valley of Violence            | Mary Anne                 |              |
| 2016 | Rules Don't Apply                  | Sarah                     |              |
| 2016 | Teen Titans: The Judas Contract    | Raven / Rachel Roth (voz) |              |
| 2018 | What They Had                      | Emma Ertz                 |              |
| 2018 | The Long Dumb Road                 | Rebecca                   |              |
| 2018 | La monja                           | Hermana Irene Palmer      |              |
| 2018 | We Have Always Lived in the Castle | Merricat Blackwood        |              |
| 2018 | The Mule                           | Ginny                     |              |
| 2020 | Justice League Dark: Apokolips War | Raven / Rachel Roth (voz) |              |
| 2021 | John and the Hole                  | Laurie                    |              |
| 2023 | La monja II                        | Hermana Irene Palmer      |              |

### Televisión
| Año           | Título                              | Rol                     | Notas                          |
| ------------- | ----------------------------------- | ----------------------- | ------------------------------ |
| 2011          | American Horror Story: Murder House | Violet Harmon           | Elenco principal; 11 episodios |
| 2013-14       | American Horror Story: Coven        | Zoe Benson              | Elenco principal; 13 episodios |
| 2015          | Wicked City                         | Karen McClaren          | Elenco principal; 8 episodios  |
| 2016          | American Horror Story: Roanoke      | Sophie Green            | 1 episodio                     |
| 2018          | American Horror Story: Apocalypse   | Violet HarmonZoe Benson | 6 episodios                    |
| 2019          | The Twilight Zone                   | Annie Miller            | Episodio: “Not All Men”        |
| 2020          | 50 States of Fright                 | Hannah Sullivan         | Episodio: "Almost There"       |
| 2022-presente | The Gilded Age                      | Gladys Russell          |                                |

### Teatro
| Año  | Título       | Rol    | Notas                       |
| ---- | ------------ | ------ | --------------------------- |
| 2016 | Buried Child | Shelly | The New Group, Off-Broadway |

## Premios y nominaciones
| Año  | Asociación                                  | Premio                                   | Trabajo nominado                    | Resultado | Ref(s) |
| ---- | ------------------------------------------- | ---------------------------------------- | ----------------------------------- | --------- | ------ |
| 2012 | Online Film & Television Association Awards | Mejor elenco en una serie dramática      | American Horror Story: Murder House | Nominada  | [ 56 ] |
| 2014 | Online Film & Television Association Awards | Mejor elenco en una película o miniserie | American Horror Story: Coven        | Nominada  | [ 57 ] |
| 2015 | Fright Meter Awards                         | Mejor actriz protagonista                | The Final Girls                     | Nominada  | [ 58 ] |